# زریگ
زریگ (به آلمانی: Serrig) یک شهر در آلمان است که در تریر-زاربورگ واقع شده‌است. زریگ ۱٬۵۶۰ نفر جمعیت دارد.